# Roman Kołakowski
Roman Kołakowski (ur. 8 czerwca 1957 we Wrocławiu, zm. 22 stycznia 2019 w Warszawie) – polski kompozytor, poeta, piosenkarz, gitarzysta i tłumacz. Reżyser teatralny i estradowy, autor wielkich widowisk plenerowych.

## Życiorys
Absolwent polonistyki na Uniwersytecie Wrocławskim (1981). Podczas studiów działał w opozycji demokratycznej – związany był ze Studenckim Komitetem Solidarności.
Działalność artystyczną rozpoczął w latach 70., śpiewając (poza oficjalnym obiegiem artystycznym) najczęściej własne kompozycje do wierszy uznanych poetów (m.in. Czesława Miłosza, Ewy Lipskiej, Stanisława Barańczaka). W 1981 zdobył pierwszą nagrodę na Studenckim Festiwalu Piosenki w Krakowie, w 1984 – drugą nagrodę na Przeglądzie Piosenki Aktorskiej. W 1985 wydał album studyjny pt. Przypowieść błękitna. W latach 1996–2005 był dyrektorem artystycznym Przeglądu Piosenki Aktorskiej, - od 2004 współpracował z Teatrem „Syrena”, w latach 2005–2019 prowadził Teatr Piosenki. Współpracował także z Teatrem Muzycznym „Capitol”, zmarł podczas prac nad spektaklem Mock dla tego teatru.
Tłumaczył teksty Kurta Tucholsky’ego, Toma Waitsa, Bertolta Brechta, Nicka Cave’a, Włodzimierza Wysockiego, Bułata Okudżawy, Stinga czy The Tiger Lillies (np. „Hera, koka, hasz, LSD”, śpiewana przez zespół Projekt Volodia czy Karolinę Czarnecką). Jest autorem tekstów piosenek wykonywanych przez Voo Voo, Kazika, Michała Bajora, Justynę Steczkowską, Piotra Rubika (np. utwór „To cała prawda”). W 2005 jego piosenki wykonał na Przeglądzie Piosenki Aktorskiej Janusz Radek – w recitalu Pejzaż mój kochany.
Zmarł 22 stycznia 2019 w Warszawie. Został pochowany na cmentarzu w Tarczynie.
Jego pierwszą żoną była dziennikarka Ewa Gil, z którą miał syna Aleksandra. Po rozwodzie ożenił się z aktorką i reżyserką dubbingu, Krystyną Kozanecką, z którą związany był do jej śmierci w 2013. Jego ostatnią żoną była Agata Klimczak, z którą miał syna.

## Twórczość

### Recitale
- własne:
  - Nie śpiewać tym, co klaszczą (1980)
  - Ktokolwiek widział (1984)
  - Tetra jednego widza (1988)
  - Przyszedłem was pocieszyć (1988)
  - Mój teatr piosenki (2014)
- dla innych artystów:
  - Efekt obcości-Mandelay – tłumaczenia tekstów Bertolda Brechta – wykonawca Wojciech Kościelniak (1992)
  - Rybi puzon – tłumaczenia tekstów Toma Waitsa – wykonawca Konrad Imiela (1995)
  - Czasem słyszę kroki – tłumaczenia tekstów Stinga – wykonawca Mariusz Kiljan (1995)

### Dyskografia
- płyty własne:
  - Przypowieść błękitna (1985) – muzyka i słowa
  - Brecht (1993)
  - Droga krzyżowa-transmisja (1995)
  - Dzwonna kolęda (1996)
  - Autodafe (1996)
  - Pieśni z Gułagu (1996)
  - Semper Fidelis. Ballady kresowe (1997)
  - Florilegium (2010) – muzyka i teksty
  - Kto ty jesteś, czyli Adresaci (2012) – muzyka i tekst
- Nick Cave i przyjaciele
  - W moich ramionach – przekłady
- Kazik Staszewski
  - Melodie Kurta Weill’a i coś ponadto – przekłady
  - Piosenki Toma Waitsa – przekłady
- Justyna Steczkowska
  - Alkimja – słowa
- Trebunie-Tutki + Voo Voo-nootki
  - Tischner – teksty
- Piotr Rubik
  - Oratorium Habitat, moje miejsce na Ziemi – teksty
- Nasza Niepodległa
  - Radosna Niepodległość – tekst piosenki[7]
- Różni wykonawcy
  - Roman Kołakowski zaśpiewany (w serii Empik prezentuje dobre piosenki) (2016)[8]
- Teatr Piosenki
  - Leonard Cohen: Słynny niebieski prochowiec (2017)[9]

### Musicale
- Przygody Tomka Sawyera (1995) – teksty
- Księga dżungli (1998) – muzyka i tekst
- Wrocławski dzwon grzesznika (1998) – muzyka i tekst
- Słynny niebieski prochowiec (2017)[10]
- Mock. Czarna burleska (2019) – teksty (wraz z Konradem Imielą)[11]

### Tomy poezji
- Piosenki ocenzurowane (1986)
- Droga krzyżowa-transmisja (1995)
- Rymy częstochowskie. Pieśni przygodne (2006)

### Utwory muzyczne
- Stwarzanie świata (1997) – kantata z okazji Międzynarodowego Kongresu Eucharystycznego we Wrocławiu
- Klękam przed przyjacielem (2001) – kantata poświęcona Stefanowi Wyszyńskiemu

## Nagrody
- Krzyż Kawalerski Orderu Odrodzenia Polski (2007)[12]
- Srebrny Medal „Zasłużony Kulturze Gloria Artis” (2005)[13]
- Nagroda Miasta Wrocławia (1988)
- Nagroda im. Włodzimierza Pietrzaka (2002)